# 楊口警察署
楊口警察署（ヤングけいさつしょ）は、江原地方警察庁所管の警察署である。

## 管轄区域
- 楊口郡

## 沿革
- 1954年10月1日 -　休戦協定により韓国軍が持っていた警察権を移譲され開署。
- 1973年7月1日 - 麟蹄警察署亥安出張所（現在の亥安派出所）を編入

## 管轄派出所
- 上里派出所
- 南面派出所
- 東面派出所
- 芳山派出所
- 亥安派出所